# Cuculus
Cuculus is een geslacht van vogels uit de familie van de koekoeken (Cuculidae). De wetenschappelijke naam van het geslacht werd in 1758 gepubliceerd door Carl Linnaeus. De naam is een onomatopee, en was al veel langer in gebruik want Linnaeus refereert ervoor aan Conrad Gesner, Ulisse Aldrovandi, Pierre Belon, Francis Willughby, Johann Leonhard Frisch, John Ray, Eleazar Albin en Giovanni Pietro Olina, die allen deze naam al noemden.

## Soorten
Het geslacht telt de volgende elf soorten:
- Cuculus canorus – Koekoek
- Cuculus clamosus – Zwarte koekoek
- Cuculus crassirostris – Sulawesisperwerkoekoek
- Cuculus gularis – Afrikaanse koekoek
- Cuculus lepidus – Soendakoekoek
- Cuculus micropterus – Kortvleugelkoekoek
- Cuculus optatus – Boskoekoek
- Cuculus poliocephalus – Kleine koekoek
- Cuculus rochii – Madagaskarkoekoek
- Cuculus saturatus – Himalayakoekoek
- Cuculus solitarius – Heremietkoekoek